# حسني فريز
حسني فريز (1907–1990) هو تربوي وأديب أردني، ولد لأب دمشقي الأصل وأم من مدينة نابلس. شغل منصب وزير التربية والتعليم سابقاً. يعتبر من الشعراء المؤسسين في بلاد الشام.

## حياته
ولد حسني فريز خزنة كاتبي في مدينة السلط الأردنية سنة 1907، تلقّى دراسته الأولى في كتاتيب السلط، ومدارسها، وأنهى دراسته الثانوية في مدرسة السلط الثانوية سنة 1927 بتفوّق، فاختارته وزارة التربية والتعليم- المعارف آنذاك- في أول بعثة دراسيّة إلى الجامعة الأمريكية في بيروت، حيث قضى هناك خمس سنوات يدرس الآداب، وتخرّج ببكالوريوس آداب سنة 1932.
بعد تخرّجه عمل في التدريس بين السلط، وعمّان، والكرك إذ درّس الأدب العربي والتاريخ، والجغرافيا. أصبح مديراً لمدرسة السلط الثانوية سنة 1944، ثمّ مفّتشاً في وزارة التربية والتعليم، ثمّ مراقباً للاستيراد والتصدير سنة 1952. وظلّ في وظيفته إلى أن أحيل على التقاعد سنة 1958، ثم أعيد تعيينه ثانية في الخدمة سنة 1959 مساعداً لوكيل وزارة التربية والتعليم، ثم وكيلاً للوزارة سنة 1962، إلى أنْ أُحيل على التقاعد ثانية سنة 1963، ولكنّه لم يلبث أن عُيّن مستشاراً أدبيّاً في وزارة الإعلام. ظلّ حسني فريز يكتب مقالة أسبوعية في صحيفة الرأي الأردنية عدّة سنوات، وكانت آخر مقالة كتبها قبل وفاته بيوم واحد.

## مؤلفاته

### الشعر
- هياكل الحبّ، مطبعة الاعتدال، دمشق، 1938.
- بلادي، د. ن. عمّان، 1954.
- غزل وزجل (شعر شعبي)، مطبعة ومكتبة شوقي، عمان، 1977
- هياكل الحب (ضمّ الديوانين هياكل الحب وبلادي)، مطبعة السعادة، مصر، 1948، ومكتبة الاستقلال عمان، ط2، 1948، ومطبعة الشرق ومكتبتها، عمان، ط3، 1978.
- هياكل الحب، ج‍1، (ضمّ الديوان مسرحياته): الطوفان، مع الآلهة على الأكروبول، الحب يعلو)، دائرة الثقافة والفنون، عمان، 1986.
- الزهور (قصة شعرية)، بالاشتراك مع عبد الحليم عباس، د.ن، د.ت.

يوم الكرامة (قصة شعرية) تتحدث عن كيفية هزيمة الصهيونيين من قبل الأردنيين عام 1968

### القصص
- مغامرات حمار، (للأطفال)، د.ت، بيروت، 1940.
- مغامرات تائبة، دار الكتاب العربي، بيروت، 1966، ط2، دار الفكر، عمان، 1974.
- عروة وعفراء، (قصص تمثيلية)، مطبعة الشروق ومكتبتها، عمان، 1971.
- قصص من بلدي، مطبعة الشرق ومكتبتها، عمان، 1975.
- قصص وتمثيليات، مكتبة العلماء، عمان، 1980.
- شجرة التفاح، (للأطفال)، وزارة التربية والتعليم، عمان، 1981.
- قلب القرد، (للأطفال) وزارة التربية والتعليم، عمان، 1981.
- العطر والتراب، ودار ابن رشد، عمان، 1981.
- جنّة الحبّ، وزارة الثقافة والتراث القومي، عمان، 1988.
- قصص ونقدات، د.ن، عمان، د.ت.

### الدراسات
- عبد الحليم عباس، بالاشتراك مع د. جميل علوش، رابطة الكتاب الأردنيين، عمان، 1979.
- ملامح من الماضي والحاضر، (ذكريات وخواطر)، دائـرة الثقافة والفنــون، عمان، 1981.
- مع رفاق العمر، (خواطر وسيرة ذاتية)، منشورات رابطة الكتاب الأردنيين، عمان، 1982.

### الترجمة
ألّف حسني فريز عدداً من الكتب المدرسية باللغة العربية، والإنجليزية، وعني بترجمة بعض الأعمال من الإنجليزية إلى العربيّة، منها:
- كليوبترا: حياتها وعصرها، عمّان، د. ت.
- أساطير الإغريق والرومان، تأليف ه‍ . أ. جيربر، دائرة الثقافة والفنون، عمان، 1976.
- طاغور، عبقريّة ألهمت الشرق والغرب، تأليف: كريشنا كريبلام، اللجنة الأردنية للتعريب بالتعاون مع دار الكاتب العربي، عمّان، د.ت.
- بريطانيا والعرب، أرنولد توينبي، وزارة الإعلام، عمّان، د. ت.
- قصص من شكسبير، هـ• ج، وايت، وآخرون، مكتبة الاستقلال، د. ت.

### من مراجع ترجمته
- أبو صوفة (محمّد): من أعلام الأدب والفكر في الأردن، مكتبة الأقصى، عمّان، 1983 •
- عيسى (راشد)، حسني فريز شاعراً، رسالة ماجستير، الجامعة الأردنية•
- قطامي (سمير): الحركة الأدبية في الأردن، وزارة الثقافة، عمان، 1987 •
- الناعوري (عيسى): الحركة الشعرية في الضفة الشرقية من المملكة الأردنية الهاشمية، وزارة الثقافة والشباب، عمان، 1980 •

## وصلات خارجية
- معلومات عن حسني فريز
- حسني فريز .. أفنى عمرة بين هياكل الحب